# シキザクラ (テレビアニメ)
『シキザクラ』は、サブリメイション原作・制作の日本のテレビアニメ。オリジナルアニメとして、2021年10月から12月まで中京テレビほかにて放送された。
異界から現れ人を襲う『オニ』と彼らに対抗するため特殊なパワードスーツを着用した少年少女のチームが、世界を救う巫女を守るために戦うヒロイックバトルアクションである。

## 企画・制作
2017年に若者向けのポップカルチャー事業に取り組もうとした中京テレビが中心となって企画した『ナゴヤアニメプロジェクト！』の一環として制作を開始。テレビアニメがほとんど東京で制作している現状があるために地元で就職できない学生が多いことを踏まえ、地元発のアニメ制作が定着すれば、他の放送局や制作会社が参入し、やがて地域産業となることを考慮して進められており、「ビジネスというより、名古屋発のカルチャーを応援したい会社が集まった。名古屋がアニメ好きの人たちの楽しめるエリアになれば」と中京テレビのテレビビジネス推進局の河原理雄が語っている。後に制作に関わるサブリメイションが2016年に名古屋にスタジオを開設したことも後押しになった。
特徴として、東海3県（愛知県・岐阜県・三重県）を舞台にし、作中のキャラクターも共通語・東京弁だけでなく地元の方言を使う、キャスト（出演声優）も地元出身など地方が舞台ということにこだわったものになっている。加えてローヤルトップやしるこサンドなど地域にゆかりのある商品も実名で登場する。当初はロボットアニメとして展開しようとしていたものの、パワードスーツを着用する案に変更された。また、全編フルCGによる制作でもある。
2018年7月にタイトル発表。当初は2019年度の完成を目指していたが、2020年→2021年と延期に延期を重ねる結果となった。なお、企画制作の過程は『Locipo』で配信されている。
2020年6月、ZIP-FMで放送されている『GENZ』とのコラボを発表した。この中で、『GENZ』に出演している野田つばさおよび石井七瀬、さらにZIP-FMナビゲーターの中川大輔が声優として本アニメに出演することが発表された。なお、石井七瀬は『シキザクラ』公式Twitterの中の人を担当している。
2021年9月、中京テレビで放送の『キャッチ！』にて、メインキャスターの恩田千佐子が本人役で出演することが番組内で発表された。
同年10月にはご当地男性アイドルグループのBOYS AND  MENが本人役で出演することを発表。12月にはアナウンサーVtuberの大蔦エルがアニメ第10話に出演することを発表した。
2021年12月、愛知県が舞台のアニメ「八十亀ちゃんかんさつにっき」とコラボ。本アニメ最終話にヒロインの八十亀を始めとするキャラクターがモブとしてカメオ出演している。

## 作品の舞台
愛知県を中心にモデルとなったロケーションが数多く登場するが、特筆すべきものに絞って解説する。なお、それぞれの場所の設定、起こったと記述される出来事は特記がない限りすべて架空のものとする。また、特に記載がないかぎり、話数はアニメに準拠している。

### 愛知県豊田市
小原ふれあい公園
豊田市小原地区（以下、小原町）に存在する公園。アニメのモチーフにもなっているシキザクラが約300本植えられている。8年前に小原町の災害が発生し、たった一名の生存者を残して大勢の死者を出している。その災害が明神家が行ったシキザクラの儀式の失敗と関係があることは一般には知られていない。8年が経過した第1話時点ではほとんど復興したような描写がされている。
賀茂原神社
隠世と現世の境界である小原町に存在する神社。シキザクラの儀式が行われる場所で、明神家は代々この地で儀式を行っており、8年前の災害とも因縁深い。物語終盤においてオニの黒幕シュテンとの決戦の地となる。
豊田市駅前
豊田市若宮町一丁目の周辺がモデル。『物語の中に登場するのは「近未来の豊田市駅前」』だと説明がされており、現実の豊田市駅周辺とは様子がやや異なっている。
豊田大橋
豊田市駅のあたりから豊田スタジアムを繋いでいる大きな橋。矢作川の上に架かっている。第3話にて隠世に取り込まれ、オニとの戦いの舞台になった。

### 愛知県名古屋市
下記の他にも、名古屋テレビ塔、エスカ地下街など多数登場する。
名古屋市博物館
名古屋市瑞穂区にある歴史博物館。翔と吉平が通う高校の校外研修先。第1話で「小原 復興の歩み」と題した展示を行っていた。先代館長は右近の父・右京。彼の手によって、イバラが宿るヨロイが秘密裏に保管されている。
旧東海道 有松の町並み
名古屋市緑区で見られる古い町並み。翔が居候する吉平の実家の外観のモデル。第2話に登場する。
揚輝荘
名古屋市千種区にある庭園。5話に揚輝荘（南園）の聴松閣が登場する。建物の地下にシロ組の本拠地がある。また、第9話で涼と美鈴が会話するシーンには北園と思われるエリアも登場する。
名古屋市役所
名古屋市中区の北部に位置する施設。防災危機管理局異種災害対策室が設置され、オニとの戦いにおける重要拠点となっている。また、地下に特殊訓練施設と呼ばれる広大な部屋が存在し、第6話にて楓が「地下には食堂しかないと思ってた」という趣旨の発言をしていることから隠匿された場所であることがうかがえる。

### 愛知県犬山市
犬山城・犬山城下町
天守のみが現存する史跡とその城下町。第4話回想で翔と涼が会話するシーンの背景として登場する。

### 愛知県田原市
恋路ヶ浜
渥美半島の伊良湖岬から日出の石門までの白砂の砂浜。第4話回想でシロ組が訪れ、オニと戦う。

### 愛知県岡崎市
岡崎公園
東岡崎駅近辺に位置する岡崎城を中心とした歴史公園。第7話では岡崎グルメフェスが開催され、シロ組はそこでヒーローショーの手伝いをすることになる。周辺には逢花の思い出の店である「暴れん坊チキン」という名前の飲食店がある。

### 愛知県知多郡美浜町
若松ポートサイドビーチ
伊勢湾に隣接する海水浴場。第9話・10話に登場。翔が逢花に海を見せるために連れ出した。また、翔と紅緒の決闘の場となる。

### 三重県伊勢市
伊勢忍者キングダム
正式名称は「ともいきの国 伊勢忍者キングダム」。第5話にてシロ組とクロ組が真蛇を討伐する任務で訪れる。また、作中にはマスコットキャラクターのニャンまげも登場する。

## ストーリー
高校生の三輪翔は、世界を救うことのできる巫女の明神逢花と出会い、異世界から現れたヒトを食らうオニとの戦いに巻き込まれる。また、翔はひょんなことから古代の秘術と最新技術が融合したパワードスーツのヨロイを身にまとい、逢花を守るヒーローになるため、パワードスーツをまとう少年少女のチームと共に戦うことになる。

## 登場人物
三輪翔（みわ かける）
声 - 野田雄大、神木美香（幼少期）
本作の主人公。高校生。愛知県出身。テーマカラーは赤。
明るい茶髪と学ランの下に着込んだ赤いパーカーが特徴。
本気でヒーローを目指す少年。古のオニ「イバラ」を相棒とし、彼が宿るパワードスーツを纏うことのできる唯一の人物。肉弾戦で戦い、覚醒を経てスーツの右腕に威力強化のガジェットが取り付けられる。イバラとテレパシーのようにして会話が可能。第9話以降、イバラを利用した変身が行えなくなり、無色のパワードスーツを纏うことになる。このスーツは翔自身の強さが反映されており、イバラに比べ戦力は劣る。第12話でイバラを取り戻し、黒幕シュテンとの戦いで全力を尽くす。
何事もポジティブに捉える真っ直ぐな性格。幼少期は後述の過去により塞ぎ込んでいたが、親友の吉平の助力で立ち直っている。人一倍の正義感と、イバラに喰われぬほどの熱意を持つが、直情的な未熟さゆえに周囲からは「軽い」「覚悟がない」と理解されないことが多い。逢花の父から与えられた試練を通してヒーローになることの覚悟を決め、周囲からも認められるようになる。
困った人間を放っておけない性格で、人助けのせいで学校に遅刻することがしばしばある。また逢花曰く「変わった人に好かれる」とのことで、作中ではイバラやヒーローショーの人、果ては旅館の主に初対面で気に入られたりしている。好物はカレーライス。炭酸飲料が苦手（曰く、炭酸一気飲み罰ゲームが原因）。
シキザクラの儀式を発端とする災害の唯一の生存者。両親を失い、誰も守ることのできなかった無力感に8年間葛藤し続けている。その弱みをオニに狙われるも、生き残った意味を求める決意のもとイバラの力を飼いならす。第2話からはシロ組の一員としてひとまず受け入れられることになり、ヒーロー活動を通してシロ組の仲間とパートナーシップを築く。
イバラの過去の記憶を介して逢花の宿命（後述）を悟ると、二者択一の状況に置かれた「逢花」と「世界」をすべて救うことが生き残った意味であると定義する。そして逢花の未来を夢見て彼女を守るヒーローとなる決意を固める。
シキザクラの儀式によって開かれた門の先でシュテンを滅ぼすと、イバラとの別れを惜しみながら現世に帰還した。作中の時系列で2年が経過しているエピローグでは、逢花と手を繋いでいる様子が描写されている。
明神逢花（みょうじん おうか）
声 - 茉白実歩
本作のヒロイン。明神一族の令嬢。愛知県出身。テーマカラーは青。
現世を救うための儀式を執り行える巫女。黒髪の姫カットで左目の下に泣きぼくろがある。青を基調としたロリータファッションが特徴的。シロ組の面々と同年代と考えられるが学生ではない。
作中を通して専ら非戦闘員であるが、シロ組の一員として同行し、巫女の鈴を用いてオニを異界へ送りかえす重要な役割を担う。左胸のあたりにシキザクラの形をした痣がある。これは「シキザクラの儀式」で世界を救う代わりに命を落とさなければならないという宿命の証である。
物柔らかでおっとりした性格。相当な箱入り娘のため、スマホの操作に困惑する世間知らずな一面もある。一方で巫女としての責任感から二面性を抱え、時に厳粛な振る舞いを怠らない。幼少の頃に巫女の証が顕現したこともあり自らの運命を疑うことなく受け入れている。加えてオニを恐れない芯の強さを兼ね備え、いかなる攻撃にも無抵抗を貫こうとする。シロ組との交流を通して外の世界に触れ、愛するようになるとこれらを守るのが自らの役目だと考えるようになる。第7話では翔たちの役に立ちたいとの思いで、イバラのサポートのもと単独行動をとっている。逢花の心の奥底には別れや死に対する悲痛な本心が押し殺されている。
周囲から愛されており、姉の紅緒から溺愛されている。押しの強さにたじろぐ場面もあるが、姉妹仲は至って良好。厳格な父親からはピザなどのジャンクフードの類を禁じられている。また、一途に逢花の生存を訴え続ける翔のことを「私より私を想ってくれた人」として想いを寄せるようになる。
儀式執行後は翔とイバラの活躍によって隠世へと渡る必要がなくなり、死の宿命から解放される。エピローグでは腰のあたりまであった髪を短くしている。
永津吉平（ながつ きっぺい）
声 - 中元大介
翔の親友。高校生。愛知県出身。
翔曰く「ヒーローの師匠」。青髪のツーブロックでメガネをかけている。また、翔と同じ学ランを着用し、文字入りTシャツがトレードマーク。熱狂的なオタクで、特撮、アニメ、オカルトなど趣味は幅広い。「今まで黙っていたが俺には特別な力がある」が口癖。作中では特にヒーローに対する造詣が深く、翔と共に「ヒーロー三つの誓い（ウソはつかない・隠れてペットを飼わない・困ったときは相談する）」を立てている。さらに不可解な現象に遭遇した際の適応力が高く、翔の証言を信じたのも吉平だけである。
翔の居候先のルームメイトで、幼少期から兄弟同然に育つ。常に翔のことを気にかけるなど面倒見が良い。塞ぎ込んでいた彼の心を開き、現在の彼の人格形成に影響を与えている。吉平自身も小学生時代は孤独な日々を送っていたが、翔との親交を通して現在の陽気な性格になった。それにより、翔を自らのヒーローとして尊敬している。
シロ組の存在を知らない一般人の一人。第4話で翔のバイト（ヒーロー活動）について問い詰めるが、タブーを犯したくない翔の心情を察すと「時が来たらでいい」と翔を応援する姿勢を見せる。第11話では小原町へと向かう翔に同行するが、やむなく別行動を取ると一人でオニの侵略を生き延びる。
一般人という立場でありながら作中（ボイスドラマ含む）ではシロ組やクロ組とたびたび縁がある。第7話では翔から紹介されるかたちでシロ組の面々と知り合っている。特に涼のことをメガネパイセンと呼び親しむ描写が見られ、絡みが比較的多い。クロ組の一左とも面識がある。
服部涼（はっとり りょう）
声 - 水上翔斗
逢花のボディーガード。高校生。三重県出身。テーマカラーは緑。
メガネが特徴でよく仇名の由来になる。緑色のブレザーを着用し、ネクタイを締めている。
明神家に仕え、オニを斬ることを主命とする『シノビ』一族の末裔。シロ組のリーダー。標準的な白のパワードスーツを身に纏い、日本刀を用いた戦闘を主とする。第8話で覚醒すると苦無を用いた遠距離攻撃が可能になる。オニの情報に精通し、特に序盤は設定の多くが涼の口から語られることが多い。性格は常にポーカーフェイスで、主人である逢花や家族以外には柔和な態度を示さない。一徹した手厳しさを「素直じゃない」とからかわれることもある。第8話以降、仲間（翔や楓）を心配するなど率直な優しさが態度に表れるようになる。第7話ではヒーローショーの怪人役（代役）を熱演するなどコミカルな一面もある（本人は真剣）。
逢花に忠義を尽くしており、逢花の無垢さ（「イルカに乗りたい」等）に振り回されている。箱入り娘な逢花が自由行動を許されたのも涼の保護あってこそだと言われている。流行やご当地文化に疎い。
5年前に真蛇の手で父親を殺害されて以来、実母・美鈴の守護を使命とし、同時に仇討ちに燃えている。しかし次第に「主命に従うことだけが忠義ではない」との考えが芽生えた結果、第6話でイバラ封印の命に歯向かい、第8話では使命とそれに矛盾する自分自身の意思との狭間で葛藤し始める。そんななか、美鈴の正体が父親の仇であったことを知る。一時的に操られるも、翔の説得で自我を取り戻してからは、両親の仇として真蛇を葬り去る。そして偽りの母を慕っていた5年間の過ちを受け入れ、悲劇を繰り返さないための決意を新たにした。第9話からはシロ組解散に伴い、紅緒の指揮下で儀式の防衛戦に参加する。シュテン復活を目撃すると「俺たちはまだ生きている」と周囲を鼓舞し、旧シロ組・クロ組の仲間たちと決戦に挑む。
剣術の鍛錬に楽しさを見出しているが、平和な世における進路について悩むエピソードが存在する。エピローグでは無事進路が確定し、たこ焼き屋の屋台で働く姿が見られる。
成瀬楓（なるせ かえで）
声 - 坂崎絵理
体育会系女子。高校生。岐阜県出身。テーマカラーは黄色。
赤髪のショートカットで、セーラー服のうえに黄色のジャージを身につけている。
元・陸上部（種目は走り高跳び）であり、身体能力は高い。鳥のような翼と脚をモチーフにした白のパワードスーツを着用する。第3話で覚醒し、飛行可能になる。シロ組のメンバーだが、もとは一般人のため、逢花の辿る末路をはじめとした諸事情に明るくない。
ローヤルトップを愛飲し、作中でもたびたび言及している。性格は傍若無人でボーイッシュ。間接キスを気にしないなど良くも悪くも竹を割ったような性格。常に人のために努力する姿勢から翔や春子からはヒーローだと憧れられているが、本人はそう形容されることを好まない。そのため翔がヒーローにこだわることには暑苦しく感じていたものの、第6話にて試練に立ち向かう翔を目前にすると「あそこまでマジだと思わなかった」と実感を示し、以降はヒーロー活動に熱意を示すようになる。また、幼馴染みの春子に目をかけており、過去にはオニからも守ったことがある。また、自身の覚醒について「アタシの翼は春子がくれた」と回想しており、春子が覚醒して同じく翼を得たことを喜んでいる。
過去、優勝を懸けた試合でオニの力に魅入られたことがある。そのまま乗っ取られることはなかったものの罪悪感から退部している。以来、春子をはじめ周囲の期待を裏切ったとして苦悩していたが、春子と思いの丈をぶつけ合って和解した。
第9話からはシロ組解散を受け、自ら志願して紅緒の指揮下で儀式の防衛戦に参加する。逢花の宿命を知ると、彼女を救わんとする翔の背中を押す。そして仲間たちと共に復活したシュテンとの決戦に挑んだ。大学生となったエピローグでは陸上競技大会に出場している姿が見られ、伸ばした髪をポニーテールに結わえている。
山田春子（やまだ はるこ）
声 - 落合菜月
楓の幼馴染み。高校生。岐阜県出身。テーマカラーはピンク。
楓と同じセーラー服の上にピンクのカーディガン（コアラのワッペン付き）を着ている。
シロ組のメンバー。後衛担当。犬をイメージした白のパワードスーツを着用する。尻尾部分の大砲が特徴で、足元のパイルバンカーで足を地面に固定すれば、固定砲台のような攻撃も行うことができる。第11話で覚醒し、蝶の羽に似た翼を得る。
大人しい性格で自己主張が苦手。存在感が薄いことを気にしている。動物愛好家。無類のコアラ好き。
いつも自分を守ってくれる楓のような人間になるのが夢。その憧憬は並大抵のものではなく、叶えられない願いを持つ者としてオニに憑かれ、心にオニを飼うほど。「いずれあなたの願いは楓ちゃんを滅ぼします。」というオニの言葉に触発され、「春子自身から」楓を守るためにシロ組に加入している。
楓のことならなんでも理解していると自負するほどの間柄で、同じ部のマネージャーも務めている。楓の退部を機に距離が空いていたが、先述の通り和解する。以降はタッグを組む姿が見られるようになる。楓というたった一人を守るためだけを目的に戦っており、胸中では世界の運命に関して無関心。右近曰く「エゴイスト」である。第11話で先述の願いの本質に気づき、「楓ちゃんの隣に立てる私になりたい」と再定義してオニを克服する。同時にヒーローとしての精神が芽生えることになる。
第9話でシロ組解散に伴う戦力外通告を受けてからは、水面下でシュテン討伐の切り札として右近により仕立て上げられている。強引に自分を利用しようとする右近に反感を抱き、素っ気なく接するが、先述のヒーロー精神に則って窮地に陥った右近を逃がす。第12話では、シュテン復活を前に敗北を悟る右近を諭し、最終決戦に臨む。エピローグでは、畜産関係の大学に進んだような描写がある。
イバラ
声 - 米山伸伍
翔の相棒。古代の秘術と最新技術が融合したパワードスーツ『ヨロイ』に宿るオニ。テーマカラーは赤。
博物館の地下に安置されていたところを翔と出会い、彼の体を乗っ取ることで現世での自由を得る。以降は翔の心と共生状態となる。まもなくして宝玉のブレスレットに封じられ、変身時のみ体の支配権を得る。以降は翔と共にシロ組に加入した。初登場時のスーツの色は禍々しいが、第2話以降は白のスーツで登場する。顔が液晶になっており、表示される瞳の大小で体の主導権を判別可能。回想での姿は通常のオニと異なって二本角を有し、体格も細身で成人男性に近い。
翔は例外だが、本来は「使い手の魂を喰らい死に至らしめるオニ」である。正臣曰く明神家の怨敵。作中の記録によれば諸国を荒らし回ったために当時の巫女の力で封じられ、のちにヨロイが寺院に隠されたことになっている。空襲で失われたとされているが、実際は明神家の目を盗んで隠匿されていた。
年月の経過でほとんど記憶を失っており、そこから生じる空虚感を破壊衝動で埋めているために好戦的。断片的な記憶に基づき、巫女の子孫である逢花に怨恨を向ける。シロ組加入後は翔に友情と羨望を抱き、「ヒーロー」を目指すという彼の目標を自らの筋道として生きることを選択する。これにより理性が顕現し始め、戦闘狂的な性格は鳴りを潜めるようになる。また、シロ組や逢花への姿勢にも変化が見られ、第7話では逢花へ向けられた刃から守っている。また、シロ組から「イバラちゃん」と（半分ネタとして）呼ばれるなど、気のおけない仲になる。
人を仇名で呼ぶなど粗野な言動が目立つが、落ち込む仲間を励ます人情家でもある。「どうせ死ぬなら何をしたって同じ」と語り、「人生に意味なんかない」との持論を持っている。
第9話にて宝玉が割れ、会話も変身も不可能になる。このときイバラはシュテンに取り込まれていたのだが、翔と心が繋がっているため、夢を介して自らの過去を伝えるようになった。
その出自は少なくとも作中の戦国時代にまで遡り、かつてはオニの身体で狼藉をはたらいていた。当時の巫女・千里に封印されると、その父・縁樹の身体でのちの翔と類似したかたちで生活する。親子との交流を深めるなかで、千里の自己犠牲的な宿命に異議を唱え、強引に身代わりとなって隠世に渡る。なお、ヨロイになるまでの詳細は語られておらず不明のままである。
第12話でシュテンの内部で翔と再会を果たすと翔・逢花とともに脱出する（翔のブレスレットに再び宿る）。翔と共にシュテンを滅ぼした後は、数百年前と同じように扉を閉じて隠世に残る。翔との別れ際、「シキザクラを見たら思い出してくれや。」と言い残し、イバラを待つ者のもとへと去った。
明神紅緒（みょうじん べにお）
声 - 矢方美紀
逢花の姉。愛知県出身。テーマカラーはワインレッド。
明神家の長女。クロ組のリーダー。プラチナブロンドの美女で、右目の下に泣きぼくろがある。成人済みで喫煙設定がある（現在は禁煙中）。しるこサンドが大好物。加えてコンビニスイーツに詳しい。
西洋の騎士を思わせる黒のパワードスーツを着用し、鞭に変形する特殊なサーベルを扱う女傑。明神の巫女の力を受け継ぎ、隠世を閉じる描写もある。シキザクラの巫女には選出されておらず、逢花とは異なり天寿を全うすることが可能。
真蛇討伐を主な任務とし、シロ組を上回る数の修羅場を経験している。そのため自身の強さに自負を抱き、同時にオニへの憎悪が登場人物のなかでも比較的顕著。イバラと関わりの深い翔をオニと見做すなど冷血な人物として描かれている。一方で、逢花を溺愛しており、メールの返信が遅いと憂鬱な気分になる。逢花が犠牲にならねばならない現実に本心では納得していない。
8年前の生存者である翔こそが儀式失敗の元凶だと疑っている。第6話の出来事を機に翔の覚悟に信頼性を見出すと、「本当に逢花を守れる人間」であるかを見定めるため、彼との決闘に臨む。紅緒の期待とは裏腹に翔が敗北すると「私より強いヤツに力づくで逢花を守り抜いてほしかった」と悲痛な胸の内を明かし、「逢花を見殺しにするのが自身の運命」だとして諦観する。その矢先、逢花が黒幕シュテンに取り込まれ絶望に打ちひしがれるも、仲間の戦意に背中を押され、シュテン討伐に参戦する。翔が逢花とともに帰還したのを見届けると真に翔を認め、「使命と願いが一致した」と感謝の念を抱く。
クロ組の役目を終えてからのキャリアは不明。エピローグでは、愛車（バイク）の傍らで、にこやかな表情で逢花にメールを送る様子が描写されている。また、髪型をポニーテールからハーフアップに変えている。
雉嶋右近（きじま うこん）
声 -新井ユウト
紅緒の側近。三重県出身。テーマカラーは深緑。
雉嶋家の息子。クロ組の参謀。ステルス機のような翼を持つ黒のパワードスーツを着用している。トンファーのような武器を扱い、戦闘能力が高い。腰に複数の銃器を装備しており、遠距離攻撃も可能。第8話では飛行する場面もある。若い女性を「子猫ちゃん」と呼び、口説こうとするなど軟派で飄々としている（楓や春子からは苦手とされている）。それと裏腹にどこかニヒルで諦観したような皮肉が多く、本心を見せようとしない。また、後述のように二重スパイまがいの行いを完遂するなど、非常に頭の切れる人物でもある。「博愛主義者よりもエゴイストを信用する」との持論をもつ。人並みの良心は持ち合わせており、野良猫を保護していることを匂わすエピソードもある。
代々、明神の巫女に仕える雉嶋家の生まれ。巫女の血を引く紅緒に忠誠を誓っており、激しい感情を見せる紅緒のブレーキ役を担う場面が多々ある。名古屋市立博物館の先代館長・右京を父親に持つが、イバラが博物館に隠されていたことを把握していない。
シキザクラの儀式の失敗以来、シュテン討伐の機会を8年間窺い、策の一環として、正臣に成りすましたシュテンの腹心を演じている。また、右近も春子同様、自らの中にオニを飼っている。第10話からは春子を「ヒーロー失格」の同類と見なして討伐の切り札として利用する。しかし、シュテンを仕留めきれずに負傷し、春子の助力で戦線離脱する。人類の敗北を悟っていた右近だが、シュテン戦に参戦して数百年分の因縁を断ち切るための悲願を果たす。
エピローグでは、博物館にて展示品となったパワードスーツを眺めている。
犬塚一左（いぬづか いっさ）
声 - イヲリ
紅緒の側近。三重県出身。テーマカラーは茶色。
類稀なるパワーでチームをサポートする武人。人間離れした巨体の黒のパワードスーツを装備し、抱えるほど大きなビームバズーカを扱う。後衛でのサポートを主な役割としているが、翔・イバラ戦では巨体を生かした大斧での攻撃を仕掛ける。通りすがりの吉平にジュースをこぼされても快く許して怪我の有無を気遣うなど強面な容姿に反して心優しい性格でもある。大抵のことは「構わん」の一言で済まし、多くを語らない。年端も行かぬ学生がシロ組として戦いに参加しなければならない現状に心を痛めている。度を超すほどの水難の相があり、「どうしても水が全部一左さんに引き寄せられる」と形容されるほど。
「オニのいない未来」を夢見て、オニ殲滅のためならいかなる犠牲も厭わぬ覚悟を決めている。第6話では翔とイバラに課せられた試練の相手役を買って出る。試練の中では二人の覚悟の有無を問い、結果的にヨロイの覚醒を促した。第11話では儀式の防衛戦に加勢している。その最中、逢花のもとへ向かう翔を見て「見違えた」と評し、彼を信じる姿勢を見せている。シュテン復活を受け、夢の実現に向けてクロ組・旧シロ組の面々とともに決戦に挑む。
エピローグではクロ組としての役目を終え、幼稚園教諭として転職している様子が見られる。
明神葉月（みょうじん はづき）
声 - 茉白実歩
逢花と紅緒の母。先代のシキザクラの巫女。8年前の儀式で故人となっている。
逢花に瓜二つの容姿をした女性。「目に見えぬものを見通すのが明神の巫女」「物言いに惑わされず」「己が目のみを頼りにせよ」と逢花に教え、逢花もその言葉に従ってイバラという存在を見極めている。娘に甘い一面もあり、夫の正臣に内緒で幼い逢花に唐揚げを食べさせたことがある。
8年前の儀式の最中、神社に迷い込んだ翔と遭遇し、彼の命を救っている。また、シュテン復活に対してなんらかの妨害を行ったことが示唆されているがどちらも詳細は語られていない。
明神正臣（みょうじん まさおみ）/シュテン
声 - 鈴村一也
逢花と紅緒の父。明神家の当主。防災危機管理局異種災害対策室長。愛知県出身。
シキザクラの儀式を主宰する立場にある。過去には自らパワードスーツを纏い、8年前の儀式の防衛戦にも参加している。現在はクロ組の指揮を執る。厳格で感情の起伏の少ない人物であり、実娘の紅緒や逢花からは敬語で接されている。
イバラを明神家の怨敵と呼ぶ。イバラの必要性を訴える逢花に対して「（逢花の）望みならばなんであろうと叶えてやりたい」と気遣いつつも、毅然とした態度でイバラの排除を命じ、翔を冷遇する。しかし涼の懇願もあって二人に先述の試練を課すと、最終的に戦力としての利用価値を認めた。
その正体は「人もオニも全てを喰らい従える」とされるオニ・シュテンである。正臣の肉体を借りて真蛇となり、8年前の儀式以降、現世に居座り続けている。底なしの欲望を持ち、現世を含めたすべてを呑み込まんとしている。「罪とは、貴様らのような虫ケラ（人間）が偉大な存在（シュテン自身）の邪魔をすることだ」と言ってのけるほど自己陶酔しており、人間をはじめとした全てを見下している。また、救いや願望の成就をちらつかせ、他者を思い通りに使役しようとする。そのような手口で右近を陰の腹心としているが、裏切られるその瞬間まで右近の策略を察知していなかった。
本性と呼べる姿はふたつあり、ひとつは正臣ベースの真蛇としての肉体、もうひとつは他に類を見ないほどの巨大な本体である。最終的には、真蛇の肉体（正臣の遺体）は本体に取り込まれる。
イバラの排除を訴えたのは単に策謀の障害となるためであり、第9話では自ら出向いてイバラを無力化している。
作中の時間軸における戦国時代には既に暗躍を開始しており、右近の先祖を利用して当時の儀式を妨害しようとしている。しかしイバラによって儀式が完成された影響で隠世に閉じ込められる。数百年が経過すると、シキザクラの儀式に乗じて正臣に成り代わることに成功するが、当時の巫女・葉月から本体の復活を阻止されている。8年後の儀式（逢花が巫女を務める）でようやく本体を引きずり出すと、完全復活を果たす。その場にいた翔と逢花を自らの体内に取り込むと「我は隠世、隠世は我」として、広範囲を隠世に呑み込んでいる。
戦闘では、魔法を彷彿とさせる高威力の遠距離攻撃を用いる。原理は不明ながら強い再生能力を持っており、クロ組・旧シロ組に苦戦を強いる。
最終的に現実世界に帰還した逢花によって異界の門へと送り返され、門の内側へと追ってきた翔（イバラ）にとどめを刺されて消滅した。往生際に「無様に現世を這いずり回るがいい」と捨て台詞を吐く。
服部美鈴（はっとり みすず）
声 - 津田朱夏
涼の母。服部一族の人間。明神家当主・正臣の側近。
5年前に夫・半蔵（涼の父親）を亡くしている未亡人。服部一族として主命と矛盾した涼の行動を警告する厳しさと、母親として涼を気遣い温かく見守る聡明さを併せ持つ女性。第6話で翔と指切りげんまんをするなどお茶目な一面もある。
その正体は美鈴になりすます真蛇であり、美鈴本人は5年前に死亡していたことが判明する。涼の父親を殺害した張本人でもある「女性ばかりを喰らうオニ」として涼に捜索されているが、気配を消して5年間欺き続けていた。涼を利用するために理解者を演じて精神的に依存させていたが、第6話以降、自らの意思で行動するようになった彼に危機感を覚え、抹殺を目論む。本来の姿は女性に似た妖艶な風貌の真蛇。また、性格は狡猾で策略に長けている。第8話では、涼の殺害計画のために虚偽の犯行予告でクロ組の戦力を分散させたり、緊急時にはすぐさま涼に取り憑いて成り代わろうとするなど頭の回転も早い。最終的には自我を取り戻した涼と対峙し、敗北する。自らを母として慕う涼を「バカみたい」と嘲笑っていた真蛇だが、死に際に涼から素直な想いを聞かされると、微笑みながら消滅した。
女性ばかりを狙う理由として「崇高な計画のため」「母を演じるために女ってものを知りたかった」と説明している。
服部半蔵（はっとり はんぞう）
声 - 及川司
涼の父。『シノビ』一族の末裔。既に故人であり、主に涼の回想にて登場する。
5年前、美鈴を喰らった真蛇との戦いに敗れ、死亡している。また、直接看取った幼少期の涼へ「”美鈴”を斬れ」と遺し、ブレスレット（パワードスーツの変身装置）を託している。しかし、虫の息だったために肝心な部分を聞き取られず、涼には「”オニ”を斬れ（=オニを駆逐せよ）」だと解釈されていた。
8年前の儀式防衛戦にも参加しており、シュテンに乗っ取られた正臣と剣を交えている。しかしその後の決着がどうなったのか、殉死するまでの3年間、シュテン復活を把握していたのかなどの詳細は不明。
明神千里（みょうじん ちさと）
声 - 日下真尋
戦国時代の巫女。当時の明神家当主・縁樹の娘。イバラと右近の回想にて登場する。
逢花と同じくシキザクラの巫女。左目の下に泣きぼくろがある。父譲りの純朴な性格。凶悪なオニであるイバラに啖呵を切るなど胆力がある。また、巫女としての覚悟を持ち、「オニの力に狂った者を救うため」と自身の宿命を受け入れている。それにより長く生きられないことを見越しており、桜の苗木を植えて後世に遺すことを心の慰めにしている。自身を喰らいにきたイバラを宝玉に封印するが、のちに仲を深める。
シキザクラの儀式当日、武将（シュテン）から命を狙われるが、縁樹とイバラの援護により難を逃れる。儀式の身代わりになろうとするイバラを「門を閉じるのは私の役目」だと引き留めるが、結果的に後世まで子孫を遺すこととなった。イバラとの別れ際、お守りとして空の宝玉を受け取ったのちに彼と花見の約束を交わしている。
明神縁樹（みょうじん えんじゅ）
声 - 野田雄大
千里の父であり、戦国時代の明神家当主。イバラの回想にて登場する。
イバラが封印されている宝玉を呑み込み、のちの翔と同じようにイバラの精神と共生状態となる。翔のケースとは違い、戦闘時以外でもイバラに支配権を譲っていることがある。一度は千里を狙ったイバラに「巫女よりもっともっとうまいもの」と称して握り飯を食べさせるなど器の大きい性格。また、実の娘が犠牲にならなければならないことを現世のためだと割り切ろうとしながらも苦悩している。
第10話にて千里を狙う武将との戦闘により、右目に致命傷を負って死亡する。死の間際、最期の願いとしてイバラに千里を託すと縁樹の遺体はそのままイバラの容れ物として引き継がれた。
武将
声 - 本田雄大/新井ユウト（総面・無し）
右近の先祖。イバラと右近の回想にて登場する。
老人面の総面を被った戦国武将。シュテンの依代。初登場時は意識をシュテンに乗っ取られており、老人的で尊大な態度を隠さない。素顔は右近に酷似した青年であり、千里に対して礼儀正しく接する。
戦に勝利し、国の滅亡を逃れるためにオニ（真蛇）を臣下として従えている。現世すべてのオニを隠世に還すシキザクラの儀式を不都合とし、これを阻止するべく千里を連れ去ろうと目論んでいる。現世が隠世に呑み込まれることをむしろ本望としている節が見られ、漫画版18話で「地獄を広げるか」と批判されると、戦、飢饉、流行り病を例に「とうに地獄だ」と返答している。千里を守ろうとした縁樹を殺害するが、のちに縁樹の身体を借りたイバラに敗北。儀式後はシュテンから解放されて本来の人格を取り戻す。その後は儀式から生き延びていた千里に忠誠を誓う。この出来事を境に雉嶋家は代々、明神の巫女に仕えるようになった。
キミノミヤ
声 - キミノミヤ
招き猫をモチーフとしたご当地Vtuber。第1話に本人役で登場。
ホログラムとして登場し、名古屋市博物館にて外国人観光客向けのガイドを担当している。第4話に登場する紙袋のパッケージイラストとしても大蔦エルと共に姿が確認できる。漫画版では第7話で初めて姿を見せ、恋路ヶ浜にて生中継を行っているシーンがある。
戸部陽子（とべ ようこ）
声 - 神木美香
楓のライバル。高校生。第3話に登場。
楓とは別の高校に通う陸上部員。自身の記録を上回った陸上部時代の楓をライバル視し、部活に打ち込んでいる。作中ではオニの声に耳を貸してしまい、乗っ取られることになる。「人のため」を行動原理とする楓とは対照的に描かれており、自分自身のために跳ぶことを信条にしている。退部の理由を打ち明けた楓に対して「あんたと跳びたかった」と吐露し、結果的に楓が過去と決別するきっかけを与える。オニから無事に解放されたあとは試合に出場し、実力で優勝を果たす姿が描かれている。
遠藤（えんどう）
声 - 虫眼鏡（東海オンエア）
ベテランの舞台役者。愛知県出身。第7話に登場。
リアリズムを徹底的に追求するストイックな性格。ヒーローショーの怪人デスコアラを演じることに心血を注いでおり、役作りの一環としてユーカリの葉をくわえている。一人称は「私」で、女性的な口調で話すが、稀に男性的な口調も垣間見えることがある。作中では遠藤のプロ意識につけ込んだコアラ幻覚の囁きに唆され、愚行に走りかける。しかし事態を察して駆けつけた逢花の説得で忘れかけていた願いの本質を思い出し、誘惑を跳ね除けた。彼の消滅後はオニのクリスタルを翔に託す。
コアラ幻覚（コアラげんかく）
声 - としみつ（東海オンエア）
遠藤に取り憑いているオニ。第7話に登場。
遠藤が演じるデスコアラのイメージが幻覚として現れたものだと説明されているが詳細は不明。通常のオニとは姿かたちが異なり、コアラを象ったような不定形な姿で登場する。小道具として用意されていたクリスタルに宿り、遠藤の心を喰らおうと誘惑している。しかし逢花の説得で正気を取り戻しかけていた遠藤から拒絶され、その隙を突いた逢花の力で消滅させられた。その際クリスタルにはヒビが入り、最終的に翔の手で破壊されている。
ガチ勢のおっさん
声 - 佐藤二朗
ヒーローショーの常連。愛知県出身。第7話に登場。
子どもたちに混じり存在感を放つ中年男性。特撮マニア。地域のショーに足繁く通っており、スタッフからも認知されている。また吉平曰く「目が肥えている」とのことで、作中では彼の表情を観察することによってショーのよしあしを把握していた。ショーのあいだは一言も発さないが、翔たちの前では一転して独特な言い回しを用いたマシンガントークを繰り広げる。本業は飲食店の店長だが、手術のために閉店している。シロ組一行の頑張りにより手術と向き合う勇気を与えられ、作中の手紙によると無事に店を再開したとのこと。
一条寺豪（いちじょうじ ごう）
声 - 後藤亘生
ヒーローショーの総合マネジメント。第7話に登場。
自分のことを「隊長」と呼ばせる熱血漢。シロ組のことを「いい目をしている」として気に入っている。ナゴエイトのナゴブルー役のスーツアクターだったが、何故かくわえていたユーカリの毒にあたり、本番前にも関わらず腹痛を起こして姿を消す。運営スタッフとしては頼られており、予期せぬトラブルに遭遇した際には吉平が彼の脱落に絶望した様子を見せている。漫画版では原作と異なり一条寺がデスコアラ役を担当する。それに伴いその回の依代が一条寺に変更されている。

## スタッフ
- 原作 - サブリメイション[24]
- 総監督 - 須貝真也[24]
- 監督 - 黒﨑豪[24]
- シリーズ構成 - 永川成基[24]
- 原案デザイン - 井上涼雅[24]
- キャラクターデザイン - 中武学[24]
- プロップデザイン - 西村まどか、岩瀬悠
- CGディレクター - 佐藤真、佐藤悠[24]
- 撮影監督 - 山﨑忠明[24]
- 美術監督 - 小島俊彦[24]
- 美術設定 - 知本祐太（第8話）
- 色彩設計 - 野地弘納
- 編集 - 神野学[24]
- 音響監督・音楽 - 齋藤匠[24]
- チーフプロデューサー - 河原理雄
- プロデューサー - 森本英樹、村上風馬、貴田吉晴
- アニメーションプロデューサー - 横田一平
- 製作 - シキザクラ製作委員会（中京テレビ放送、サブリメイション、玉越、中日本興業、K&Kデザイン[69]）

## 主題歌
「BELIEVE MYSELF」
亜咲花が作詞・歌唱するオープニングテーマ。作曲は夢見クジラ、編曲は大沢圭一。
「シキザクラ」
May'nが歌唱するエンディングテーマ。作詞・作曲・編曲はくじら。
「シキウタ」
茉白実歩が歌唱する挿入歌。作詞は桑原理一郎、作曲・編曲は齋藤匠。

## 各話リスト
| 話数  | サブタイトル     | 脚本              | 絵コンテ | 演出            | 作画監督 | 初放送日        |
| ----- | ---------------- | ----------------- | -------- | --------------- | --- | --------------- |
| EP.01 | 希望 START       | 永川成基          | 黒﨑豪   | 黒﨑豪          | 濱中章太郎 | 2021年 10月10日 |
| EP.02 | 共闘 TAG         | 永川成基          | 安藤尚也 | 佐藤真 渡邉啓太 | 松下清志 | 10月17日        |
| EP.03 | 飛翔 JUMP        | 永川成基          | 京極尚彦 | 濱川海渡 佐藤悠 | 濱中章太郎 | 10月24日        |
| EP.04 | 家族 BROTHER     | 永川成基          | 吉川秀司 | 横田一平        | 平良哲朗 | 10月31日        |
| EP.05 | 黒組 SISTER      | 永川成基          | 錦織博   | 佐藤真 渡邉啓太 | 服部奈津美 | 11月7日         |
| EP.06 | 相棒 IBARA       | 永川成基          | 酒井和男 | 佐藤悠 濱川海渡 | 服部奈津美 | 11月14日        |
| EP.07 | 笑顔 REAL        | 中西賢之 永川成基 | 吉川秀司 | 柴田晃宏        | 24FPS Studio EverGreen 王斌 陳亮 濱中章太郎 平良哲朗 Jung Jin Kim Jin-Kyoung LEE Ki-Chang Im Su-Gyoung Kim Jin-gyong 菊地加純 服部奈津美 | 11月21日        |
| EP.08 | 悲願 MOTHER      | 永川成基          | 黒崎豪   | 佐藤真 渡邉啓太 | Jung Jin Kim Jin-Kyoung LEE Ki-Chang | 11月28日        |
| EP.09 | 逃避 STOP        | 永川成基          | 緒方僚祐 | 濱川海渡 佐藤悠 | 24FPS Studio EverGreen 陳亮 服部奈津美                                                                                                   | 12月5日         |
| EP.10 | 決意 RE:START    | 永川成基          | 長友孝和 | 濱川海渡 佐藤悠 | 24FPS Studio EverGreen 王斌 陳亮 吉川秀司                                                                                                | 12月12日        |
| EP.11 | 脈動 CLIMAX      | 永川成基          | 孫承希   | 佐藤真 渡邉啓太 | Jung Jin Kim Jin-Kyoung LEE Ki-Chang | 12月19日        |
| EP.12 | 未来 SHIKIZAKURA | 永川成基          | 黒崎豪   | 黒崎豪          | 24FPS Studio EverGreen 濱中章太郎 服部奈津美 吉川秀司                                                                                    | 12月26日        |

## 放送局
| 放送期間                      | 放送時間                     | 放送局             | 対象地域   | 備考                            |
| ----------------------------- | ---------------------------- | ------------------ | ---------- | ------------------------------- |
| 2021年10月10日 - 12月26日     | 日曜 1:55 - 2:25（土曜深夜） | 中京テレビ         | 中京広域圏 | 製作参加                        |
| 2021年10月13日 - 12月29日     | 水曜 1:29 - 1:59（火曜深夜） | 日本テレビ         | 関東広域圏 | 『AnichU』枠                    |
| 2021年10月14日 - 12月30日     | 木曜 1:24 - 1:54（水曜深夜） | 秋田放送           | 秋田県     |                                 |
| 2021年10月15日 - 12月31日     | 金曜 1:29 - 1:59（木曜深夜） | くまもと県民テレビ | 熊本県     |                                 |
|                               | 金曜 2:10 - 2:40（木曜深夜） | 福岡放送           | 福岡県     |                                 |
| 2021年10月17日 - 2022年1月2日 | 日曜 0:33 - 1:00（土曜深夜） | BS日テレ           | 日本全域   | BS放送 / 『アニメにむちゅ〜』枠 |
| 2022年1月8日 - 4月2日         | 土曜 1:56 - 2:26（金曜深夜） | 青森放送           | 青森県     |                                 |

インターネットでは、Huluにて2021年10月10日より毎週日曜12時に最速配信が実施され、その他のサイトで10月15日より毎週金曜0時（木曜深夜）に配信。

## Webラジオ
『シキザクラジオ』は、シキザクラ公式Twitter上で配信されているインターネットラジオ番組。2020年4月24日より配信開始。毎回シキザクラに出演する声優や制作陣を招きトークを展開する。パーソナリティはVTuberのキミノミヤ。

## 漫画
放送に先駆け、『月刊アクション』（双葉社）にて2021年2月号より2023年1月号まで連載。作画は青木ハヤト。
- サブリメイション（原作）、青木ハヤト（漫画） 『シキザクラ』 双葉社〈アクションコミックス〉、全4巻
  1. 2021年9月9日発売[76]、ISBN 978-4-575-85634-7
  2. 2021年12月9日発売[77]、ISBN 978-4-575-85664-4
  3. 2022年7月12日発売[78]、ISBN 978-4-575-85733-7
  4. 2023年1月12日発売[79]、ISBN 978-4-575-85804-4

## ヒーローショー
2021年12月26日のアニメ最終回放送後、ヒーローショーの製作が発表された。
2022年6月25日にイバラのTwitterアカウントが作成され、同年7月2日に初お披露目となった。
2022年7月27日、イバラが名古屋市消防局の公式アンバサダーに就任した。
2022年7月30日にヒーローショーを初開催。以降も不定期で実施予定。三輪翔、明神逢花はそれぞれアニメで声優を務めたキャストがヒーローショーでも引き続き担当する。

### キャスト
三輪翔 - 野田雄大
明神逢花 - 茉白実歩

## コラボレーション
愛知環状鉄道
2022年9月20日から2023年9月19日まで新豊田駅でアニメとコラボした鉄印を販売した。
バーチャル瀬戸
2023年2月11日から同月14日まで開催された「バーチャル瀬戸 バレンタインウィーク2023」のイベント内で12日にアニメ『シキザクラ』とのコラボイベントが行われた。声優の野田雄大と茉白実歩がバーチャル瀬戸にアバターで参加したほか、キャラクターパネルなども設置された。